# Antola (cognome)
Antola è un cognome di lingua italiana.

## Varianti
Antolini, Antolino.

## Origine e diffusione
Il cognome è tipicamente ligure e emiliano
Potrebbe derivare dal nome del monte Antola, in Liguria.

## Persone
- Beatrice Antolini – cantautrice italiana
- Cornelia Antolini – scrittrice e poetessa italiana
- Filippo Antolini – architetto e ingegnere italiano
- Giovanni Antonio Antolini – architetto, ingegnere e insegnante italiano
- Plinio Antolini – astronomo amatoriale italiano
- Renato Antolini – calciatore italiano